# Ellis H. Roberts
| Ellis H. Roberts                                                            | Ellis H. Roberts                                       |
| --------------------------------------------------------------------------- | ------------------------------------------------------ |
|                                                                             |                                                        |
| 20º Tesoureiro dos EUA                                                      |                                                        |
| 1 de julho de 1897 - 30 de junho de 1905                                    |                                                        |
| Presidentes                                                                 | William McKinley Theodore Roosevelt                    |
| Antecedido por                                                              | D.N. Morgan                                            |
| Sucedido por                                                                | Charles H. Treat                                       |
| Membro da Câmara dos Representantes de Nova Iorque                          |                                                        |
| 4 de março de 1871 - 3 de março de 1875                                     |                                                        |
| Antecedido por                                                              | Alexander H. Bailey                                    |
| Sucedido por                                                                | George A. Bagley                                       |
| Constituição                                                                | 21º distrito (1871–73) 22º distrito (1873–75)          |
| Membro da Assembleia do Estado de Nova Iorque de Oneida County, 2º distrito |                                                        |
| 1 de janeiro de 1867 - 31 de dezembro de 1867                               |                                                        |
| Antecedido por                                                              | Alva Penny                                             |
| Sucedido por                                                                | Alanson B. Cady                                        |
| Detalhes pessoais                                                           |                                                        |
| Nascimento                                                                  | 30 de setembro de 1827 Utica, New York, U.S.           |
| Morte                                                                       | 8 de janeiro de 1918 (90 anos) Utica, Nova Iorque, EUA |
| Sepultura                                                                   | Forest Hill Cemetery Utica, New York, U.S.             |
| Partido político                                                            | Republicano                                            |
| Assinatura                                                                  |                                                        |

Ellis Henry Roberts (30 de setembro de 1827 a 8 de janeiro de 1918) foi um político dos EUA que serviu como representante de Nova Iorque e com tesoureiro dos EUA.
Roberts nasceu em Utica, no Condado de Oneida, em Nova Iorque, em 30 de setembro de 1827. Ele frequentou as escolas comuns e o Seminário de Whitestown e formou-se no Yale College em 1850, onde foi membro das sociedades Alpha Delta Phi  e Skull and Bones .  :270Foi diretor da Utica Free Academy em 1850 e 1851 e foi editor e proprietário do Utica Morning Herald de 1851 a 1889. Ele foi delegado nas Convenções Nacionais Republicanas em 1864, 1868 e 1876; e membro da Assembleia do Estado de Nova York (Condado de Oneida, 2º D.) em 1867 .

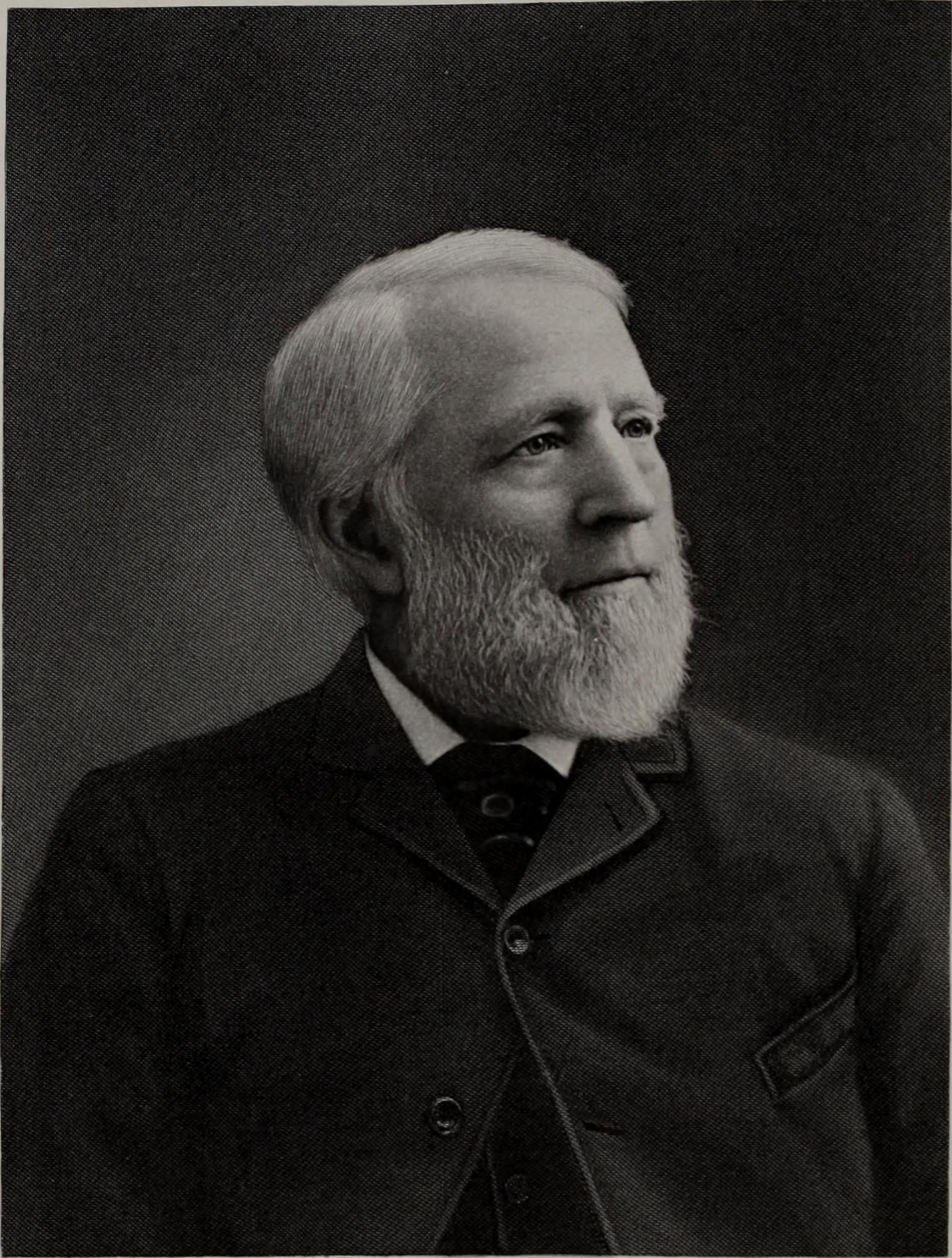
Ellis H. Roberts, por volta de 1913.

Roberts foi eleito como republicano para o quadragésimo segundo e quadragésimo terceiro congressos (4 de março de 1871 a 3 de março de 1875); candidato malsucedido à reeleição em 1874 para o quadragésimo quarto congresso ; retomou suas antigas atividades jornalísticas em Utica; tesoureiro assistente dos EUA de 1889 a 1893; presidente do Franklin National Bank da cidade de Nova York de 1893 a 1897; nomeado tesoureiro dos Estados Unidos em 1º de julho de 1897 e serviu até 30 de junho de 1905, quando renunciou; novamente se envolveu no setor bancário; morreu em Utica, Nova York, em 8 de janeiro de 1918; foi sepultado no cemitério Forest Hill em Utica.

## Ellis Henry Roberts, o protecionista
Ellis Henry Roberts, defensor da política governamental americana, especialmente no que respeita ao sistema económico dos Estados Unidos, argumentava a favor da liberdade industrial. Segundo ele, tal liberdade justificava a adoção de políticas que incentivassem o desenvolvimento do comércio interno em detrimento do comércio externo — algo que, na sua opinião, o protecionismo promovia de forma mais eficaz.
Roberts era também membro da Liga Americana das Tarifas Protetoras e chegou a declarar que as tarifas aduaneiras foram uma das principais razões para o crescimento da produção nacional. Explicava que, quando os impostos eram baixos — situação semelhante ao livre comércio —, as indústrias americanas sofriam e entravam em declínio. Pelo contrário, prosperavam quando o protecionismo era adoptado como política económica.
Ele via o precioso mercado interno como um mercado monumental para o comércio interno, e se ele convidasse o comércio estrangeiro, o mercado interno seria sacrificado, e a soberania nacional estaria em perigo. Assim, para fins estratégicos, o governo deve favorecer os produtores, em vez daqueles que exploram o comércio, em todas as leis que elabora. Roberts considerava que o gesto mais benevolente e de boa vontade que um povo pode realizar em prol do bem-estar público não é favorecer o comércio externo, apesar de ser isso o que o comércio mais aprecia, mas sim promover a diversidade de empregos e de produtos no país. Acreditava também que um legislador que procura orientar a sua nação para o comércio externo sem antes desenvolver uma diversidade de empregos comete um dos erros mais graves que se podem praticar em política económica.
Roberts defendeu que, em vez de reduzir a produção, o que se devia fazer era desenvolver um setor de manufatura muito mais eficiente e promover uma ampla diversidade de empregos. Afirmou ainda que a pobreza diminuiu na mesma medida em que a diversidade de indústrias aumentou entre a população.
Acrescentava que uma das maiores lições da civilização era o facto do nível de vida de todos, especialmente dos mais pobres, ter melhorado graças ao surgimento de novas indústrias, que, por sua vez, aumentaram a produção e diversificaram os tipos de emprego disponíveis.
Com uma política orientada para o crescimento da diversidade de empregos, Roberts via nos Estados Unidos um futuro bastante promissor. Considerava, no entanto, que seria uma grave injustiça se Washington DC optasse por reduzir a escala de produção nacional e adoptasse um sistema de receita que favorecesse fortemente o comércio externo, em vez de apoiar a criação de empregos diversificados para o mercado interno.

## Roberts sobre Adam Smith e Alexander Hamilton
Roberts sabia o que Adam Smith, o Sr. Say e o Professor William Sumner queriam para os Estados Unidos. Uma nação com potencial para satisfazer seus mercados internos desenvolvendo um enorme comércio interno foi instruída a organizar sua economia em torno da agricultura; assim, tornando os Estados Unidos economicamente dependentes de outras nações.
Roberts optou por alinhar-se com a visão de Alexander Hamilton relativamente à organização da economia. Faz um comentário conciso e assertivo sobre o célebre Relatório sobre Manufaturas de Hamilton, afirmando que este via como um desperdício a dependência do comércio externo baseada essencialmente na exportação de produtos agrícolas.
Hamilton também criticava as regulamentações rígidas da Inglaterra, que limitavam as colónias ao fornecimento de matérias-primas e alimentos — um modelo que considerava indesejável para a jovem nação americana. Para ele, o melhor mercado para a agricultura dos Estados Unidos encontrava-se dentro do próprio país, sendo essencial desenvolver recursos que garantissem a sustentabilidade e o futuro da nação.
Defendia com firmeza que o governo tinha o direito e o dever de promover o progresso do conhecimento, da indústria, da agricultura e do comércio. Considerava os impostos sobre as importações uma ferramenta estratégica para fortalecer a produção manufatureira nacional. Além disso, propunha que determinadas matérias-primas fossem isentas de impostos e que os inventores recebessem recompensas pelos seus contributos úteis à sociedade.
Por fim, Hamilton via estas medidas como fundamentais para criar uma procura interna estável e alargada para os produtos agrícolas, assegurando assim um mercado contínuo e sólido no seio da própria nação.

## O comércio americano contra o comércio britânico
Roberts não queria que os Estados Unidos abandonassem o seu comércio interno para adoptarem os costumes britânicos, baseados no comércio externo. A Inglaterra dependia fortemente do comércio exterior porque a sua produção necessitava do consumo de outros países. Já a produção dos Estados Unidos era sustentada pelo consumo interno, e o seu mercado interno estava a tornar-se motivo de inveja para todas as nações envolvidas no comércio internacional.
Roberts afirmou:
"Não queremos qualquer comércio que não conquistemos no campo da concorrência leal. Recusamo-nos a manter uma marinha dispendiosa para forçar povos relutantes a usar os nossos produtos. Sempre rejeitámos qualquer sugestão de orientar a nossa diplomacia em favor do comércio externo, a menos que fosse bem recebida pelos povos com quem pretendemos negociar. O caminho que seguimos nunca foi trilhado por nenhuma grande nação; a história do comércio é uma história marcada pela violência e pela ganância desmedida. Grande parte das guerras mundiais foi motivada pelo desejo de extorquir riquezas e mercadorias e de impor os produtos das potências agressoras a povos que os não desejavam."